# لياندرو لو
لياندرو لو (بالإنجليزية: Leandro Lo)‏ (11 مايو 1989 - 7 أغسطس 2022)، هو فنان قتالي برازيلي.

## وفاته
أُصيب لو برصاصة في رأسه بعد مشادة مع ضابط شرطة عسكرية خارج الخدمة في حفلة في ساو باولو، البرازيل في 7 أغسطس 2022، وتوفي وهو في طريقه إلى المستشفى.